# Bobby Colomby
Robert Wayne Colomby, detto Bobby (New York, 20 dicembre 1944), è un batterista Jazz fusion statunitense, famoso per aver fondato il gruppo Blood, Sweat & Tears ed essere il batterista non accreditato dell'album "Church of Anthrax" di Terry Riley e John Cale.
Si è laureato alla City College di New York; suo fratello maggiore, Harry Colomby, era il manager di Thelonious Monk.
Ha inoltre prodotto vari album tra cui: il primo album solista (omonimo) di Jaco Pastorius; "Destiny" dei The Jackson 5; "December", "When I Fall in Love", "To Love Again", "Italia" di Chris Botti; "Courage" di Paula Cole; "He Had a Hat" di Jeff Lorber.
Alla fine degli anni ottanta ha fatto il reporter per un programma della CBS. Nel 2000 Ha fondato con Richard Marx una etichetta discografica: la Signal 21 Records, che produrrà solo un album prima di chiudere.
È sposato con Donna Abbott, una designer nativa della California.